# Balinac (Knjaževac)
Pour les articles homonymes, voir Balinac.
Balinac (en serbe cyrillique : Балинац) est un village de Serbie situé dans la municipalité de Knjaževac, district de Zaječar. Au recensement de 2011, il comptait 15 habitants.

## Démographie
| 1948 | 1953 | 1961 | 1971 | 1981 | 1991 | 2002 | 2011 |
| ---- | ---- | ---- | ---- | ---- | ---- | ---- | ---- |
| 556  | 493  | 400  | 287  | 126  | 61   | 38   | 15   |

|  |